# Salústio
Caio Salústio Crispo (em latim: Gaius Salustius Crispus; 86 a.C. — 34 a.C.) foi um dos grandes historiadores e escritores da literatura latina.

## Vida
Nasceu em Amiterno, na Sabina, em 86 a.C., em uma família interiorana, mas de posses, tendo uma formação requintada. Foi cedo para Roma, e recebeu apoio de pessoas de influência da sua família. Com o apoio de Júlio César, Salústio foi eleito questor, cargo que lhe assegurou uma cadeira no senado romano. Investiu contra adversários de César, e estes passaram a ser seus adversários, como Milão e Cícero.
A inimizade que Salústio tinha para com Cícero se encontra refletida em sua obra; por exemplo, nos episódios relativos à conjuração de Catilina, o autor se mostra hostil a Cícero, não entrando em muitos detalhes quanto à importante participação daquele durante o ocorrido, não reproduzindo nem mesmo os discursos de Cícero no senado romano, discursos estes que até hoje são lembrados pela historiografia política. Em compensação, Salústio descreve com riqueza de detalhes o discurso de Júlio César, com quem colaborava.
Salústio foi expulso do senado pelo censor Ápio Cláudio Pulcro, grande amigo de Cícero, sob a acusação de imoralidade, mas pouco depois foi reconduzido ao cargo pelo chefe e padrinho, Júlio César.
Durante a guerra civil, ele apoiou a causa de Júlio César, a quem prestou serviços e por quem foi nomeado governador da Numídia (África Nova), onde conseguiu acumular uma grande riqueza e passou a desfrutar da “angustiante fadiga romana”. No final de sua carreira política, passou a se dedicar à literatura. Já desiludido com a corrupção em Roma, escreveu sobre a decadência do povo romano e foi útil ao descrever dois grandes momentos do fim da república romana, a saber, a Conjuração de Catilina e a Guerra de Jugurta, episódios sobre os quais escreveu no período que vai da morte de Cícero, em 43 a.C., à Campanha de Perúsia, em 40 a.C., quando os grandes personagens da conjuração, Crasso, Pompeu, Catão, Júlio César, Cícero e o próprio protagonista, Catilina, já haviam desaparecido do cenário político.
Salústio usa de suas narrativas como um pretexto para criticar os erros políticos cometidos pelos que detiveram o poder em Roma, principalmente aqueles de Cícero, seu inimigo político e pessoal.
Encerrou sua vida pública em uma mansão adquirida com as riquezas arrecadadas durante o período em que foi governador da Numídia, escrevendo suas monografias em seu belo jardim. Deixou seu nome na história, sobretudo pelos relatos legados sobre momentos decisivos da política da República Romana.

## Obras
As monografias de Salústio sobre a conspiração catilina (De coniuratione Catilinae ou Bellum Catilinae) e a Guerra Jugurtina (Bellum Jugurthinum) chegaram até nós completas, juntamente com fragmentos de sua obra maior e mais importante (Historiae), uma história de Roma de 78 a 67 a.C.
Suas breves monografias – seu trabalho sobre Catilina, por exemplo, é mais curto do que o mais curto dos volumes de Lívio – foram os primeiros livros de sua forma atestados em Roma.

### A Guerra de Catilina
A monografia foi provavelmente escrita por volta de 42 a.C. Alguns historiadores, no entanto, dão-lhe uma data anterior de composição, talvez já em 50 a.C. como um panfleto inédito que foi retrabalhado e publicado após as guerras civis. Não mostra vestígios de lembranças pessoais sobre a conspiração, talvez indicando que o Salústio estava fora da cidade em serviço militar na época. Pode ter sido escrito como "um apelo ao bom senso" durante as proscrições do Segundo Triunvirato, com sua representação de César se opondo à pena de morte contrastando com o massacre então atual.
É a primeira obra publicada de Salústio, detalhando a tentativa de Lúcio Sérgio Catilina de derrubar a República Romana em 63 a.C. Salústio apresenta Catilina como um inimigo deliberado da lei, ordem e moralidade, e não dá uma explicação abrangente de seus pontos de vista e intenções (Catilina havia apoiado o partido de Sula, a quem Salústio se opôs). Theodor Mommsen sugeriu que Salústio particularmente desejava livrar seu patrono (César) de toda a cumplicidade na conspiração.
Ao escrever sobre a conspiração de Catilina, o tom, o estilo e as descrições do comportamento aristocrático de Salústio ilustram "o declínio político e moral de Roma, iniciado após a queda de Cartago, acelerando após a ditadura de Sula e se espalhando da nobreza dissoluta para infectar toda a política romana". Embora ele invista contra o caráter depravado e as ações cruéis de Catilina, ele não deixa de afirmar que o homem tinha muitos traços nobres. Em particular, Sallust mostra Catilina como profundamente corajosa em sua batalha final. Ele apresenta uma narrativa condenando os conspiradores sem dúvida, provavelmente contando com o De consulatu suo de Cícero (lit. 'Sobre seu consulado [de Cícero]') para detalhes da conspiração; sua narrativa se concentrou em César e Catão, o Jovem, que são apontados como "dois exemplos de virtus ('excelência')" com longos discursos descrevendo um debate sobre a punição dos conspiradores na última seção.

### A Guerra Jugurtina
A Guerra Jugurtina de Salústio (em latim: Bellum Jugurthinum) é uma monografia sobre a guerra contra Jugurta na Numídia de 112 a 106 a.C. Foi escrito entre 41 e 40 a.C. e novamente enfatizou o declínio moral. Salústio provavelmente se baseou em uma história geral e analista da época, bem como nas autobiografias de Marco Emílio Escauro, Públio Rutílio Rufo e Sula.
Seu verdadeiro valor reside na introdução de Mário e Sula na cena política romana e no início de sua rivalidade. O tempo de Salústio como governador da África Nova deveria ter permitido ao autor desenvolver um sólido pano de fundo geográfico e etnográfico para a guerra; no entanto, isso não é evidente na monografia, apesar de um desvio sobre o assunto, porque a prioridade de Salústio na Guerra Jugurtina, como na Conspiração Catilina, é usar a história como um veículo para seu julgamento sobre a lenta destruição da moral e da política romanas.

### Outros trabalhos
Sua última obra, Histórias, cobriu eventos de 78 a.C.; nada disso sobrevive, exceto um fragmento do livro 5, relativo ao ano 67 a.C. Dos fragmentos existentes, ele pareceu enfatizar novamente o declínio moral depois de Sula; ele "não foi generoso com Pompeu". Os historiadores lamentam a perda da obra, pois ela deve ter lançado muita luz sobre um período muito agitado, abrangendo a guerra contra Sertório (morto em 72 a.C.), as campanhas de Lúculo contra Mitrídates VI do Ponto (75-66 a.C.) e as vitórias de Pompeu no Oriente (66-62 a.C.).
Duas cartas (Duae epistolae de republica ordinanda), cartas de conselhos e conselhos políticos dirigidas a César, e um ataque a Cícero (Invectiva ou Declamatio em Ciceronem), frequentemente atribuídas a Salústio, são consideradas pelos estudiosos modernos como tendo vindo da pena de um retórico do século I d.C., juntamente com uma contra-invectiva atribuída a Cícero. Ao mesmo tempo, Marco Pórcio Latrão foi considerado um candidato à autoria do corpus pseudo-salustiano, mas essa visão não é mais comumente sustentada.

## Manuscritos
Vários manuscritos de suas obras sobreviveram devido à sua popularidade na Antiguidade e na Idade Média.
Os manuscritos de seus escritos são geralmente divididos em dois grupos: mutili (mutilado) e integri (inteiro; intacto). A classificação é baseada na existência da lacuna (lacuna) entre 103,2 e 112,3 da Guerra Jugurtina. A lacuna existe nos pergaminhos mutili, enquanto os manuscritos integri têm o texto lá. Os pergaminhos mais antigos que sobrevivem são o Codex Parisinus 16024 e o Codex Parisinus 16025, conhecidos como "P" e "A", respectivamente. Eles foram criados no século IX, e ambos pertencem ao grupo mutili. Ambos os pergaminhos incluem apenas Catilina e Jugurta, enquanto alguns outros manuscritos mutili também incluem Invectiva e a resposta de Cícero. Os pergaminhos integri mais antigos foram criados no século XI. A probabilidade de que todos esses pergaminhos vieram de um ou mais manuscritos antigos é debatida.
Há também um único pergaminho Codex Vaticanus 3864, conhecido como "V". Inclui apenas discursos e cartas de Catilina, Jugurta e Histórias. O criador deste manuscrito mudou a ordem original das palavras e substituiu os arcaísmos por palavras mais familiares. O pergaminho "V" também inclui duas cartas anônimas a César provavelmente de Salústio, mas sua autenticidade é debatida.
Vários fragmentos das obras de Salústio sobreviveram em papiros dos séculos II a IV d.C. Muitos autores antigos citaram Salústio e, às vezes, suas citações de Histórias são a única fonte para a reconstrução desta obra. Mas o significado dessas citações para a reconstrução é incerto; como ocasionalmente os autores citavam Salústio de memória, algumas distorções eram possíveis.

## Traduções em inglês
- Sallust (1931) [1921]. Sallust. Col: Loeb Classical Library. Traduzido por Rolfe, John C Revisada ed. Londres: William Heinemann. ISBN 0-674-99128-1. OCLC 40186151
- Sallust (2008). Catiline's War, The Jugurthine War, Histories. Traduzido por Woodman, A. J. [S.l.]: Penguin
- Sallust (2010). Catiline's conspiracy, the Jugurthine War, Histories. Col: Oxford World's Classics. Traduzido por Batstone, William Wendell. Oxford: Oxford University Press. ISBN 978-0-19-161252-7. OCLC 759007075
- Sallust (2013). The War with Catiline. The War with Jugurtha. Col: Loeb Classical Library. Traduzido por Rolfe, J C; Ramsey, John T Editada e revisada ed. Cambridge: Harvard University Press. ISBN 978-0-674-99684-7. OCLC 856191298